# 世俗民主联盟
世俗民主联盟（英語：Secular Democratic Alliance，缩写为SDA），又称左翼—大会联盟，是印度西孟加拉邦的一个政党联盟。该联盟成立于2024年印度大选前夕，由印度共产党（马克思主义）领导的西孟加拉左翼阵线和印度国民大会党的西孟加拉邦分支西孟加拉邦大会委员会组成。前身是2016年—2019年存在的“大联盟”和2021年—2024年存在的“联合阵线”。

## 成员
- 印度共产党（马克思主义）
- 印度国民大会党
- 印度共产党
- 全印前进同盟
- 革命社会党
- 我们党（英语：Hamro Party）
- 马克思主义前进同盟（英语：Marxist Forward Bloc）
- 印度革命共产党
- 印度布尔什维克党
- 印度工人党
- 革命孟加拉大会（英语：Biplobi Bangla Congress）